# تشارلز فوستر ريتشاردز
تشارلز فوستر ريتشاردز (9 يوليو 1866 - 29 نوفمبر 1944)، من مدينة نيويورك، هاوي وجامع طوابع وعضو في الجمعية الأمريكية لهواة جمع الطوابع (التي تُسمى الآن الجمعية الأمريكية لهواة جمع الطوابع).

## انجازاته
تخصص ريتشاردز في جمع ودراسة طوابع البريد لهاواي، بما في ذلك التاريخ البريدي وطوابع الإيرادات والقرطاسية البريدية. وكخبير مبكر في الطوابع البريدية لهاواي، نشر في عام 1916، قائمة طوابع هاواي - وأكثر، وفي عام 1938، أضاف إليها المزيد من المواد البريدية. كما كتب أيضاً بحثاً بعنوان طوابع هاواي المختومة التي أُدرجت في عام 1916 في كتيب ميكيل رقم 10، طوابع البريد والقرطاسية لجزر هاواي.

## هواية جمع الطوابع
وظل تشارلز فوستر ريتشاردز نشطاً في جمعيات هواة جمع الطوابع وقضى معظم وقته في دراسة التزوير والتزييف في الطوابع البريدية والتوصية بوضع علامات على ظهر هذه الطوابع من قبل الخبراء لإظهار عدم أصالتها.

## التكريم
وضع اسم تشارلز فوستر للتكريم في قاعة مشاهير الجمعية الأمريكية لهواة جمع الطوابع سنة 1945.